# Онагр (тварина)
Она́гр, кулан перський (Equus hemionus onager) — підвид кулана тварин родини коневих, мешкає на кам'янистих плато, від Ірану і Сирії до північного заходу Індії.

## Назва
Наукова назва підвиду походить від грец. ὄναγρος. Офіційно «онагр» це назва підвиду, але в деяких мовах слово onager може вживатися і щодо кулана взагалі. В Ірані онагр називається «ґур» (перс. گور, повна назва گورخر ایرانی).

## Опис
У порівнянні з іншими азійськими підвидами, онагр менший, а шерсть світліша. На спині світло-коричнева смуга, яка більш виражена, ніж хутро піщаного кольору. На його спині є дві тонкі білі смуги. Стегна, живіт і волосся в області сідниць забарвлені в білий колір. Взимку шерсть довша і забарвлюється у сиріший колір. У цей період біле волосся на животі сильно контрастує з рештою волосся. Відмінності між жеребцями та кобилами не дуже очевидні, але огири трохи більші. Жеребці завдовжки до 2 метрів, а висота в холці — близько 150 см. Вага жеребця становить близько 250 кг.

## Поведінка
Онагри — травоїдні ссавці. Харчуються травами та чагарником. Більша частина води надходить з їжею, хоча він часто подорожує за джерелами води, особливо при годуванні молоком лошат, але завжди залишаються в межах 30 км від найближчого джерела води.
Кобили живуть з жеребцями у невеликих табунах. Домінуючий жеребець захищає навколишні терени навколо джерел води і намагається спаровуватися з будь-якими кобилами, що підходять до водопою. Кобила після періоду вагітності, що триває близько року народжує єдине лоша, яке залишається з матір'ю перші два роки життя. Більшість народжень відбувається з квітня по вересень.
Спекотний клімат пустель робить онагра переважно активним на світанку та сутінках, коли температури менші. Онагри — одні з найшвидших наземних ссавців і може бігти з високою швидкістю до 70 км/год.

## Ареал
Ареал охоплює гірські степи, напівпустелі та пустельні рівнини, посушливі луки і чагарники. Найбільша популяція онагра знаходиться у національному парку Хар-Туран. В 2003 році кілька онагерів було випущено в дику природу Саудівської Аравії, де жив колись уже вимерлий підвид Equus hemionus hemippus. У 1968 році 11 онгрів та Equus hemionus kulan були перевезені до Ізраїлю в обмін на газель гірська. Сьогодні близько 200 цих гібридів мешкають у горах Негев.